# Vana-Aespa
Vana-Aespa – wieś w Estonii, prowincji Rapla, w gminie Kohila.